# جيمس إل. زينك
جيمس إل. زينك (بالإنجليزية: James L. Zink)‏ هو مدرب كرة سلة أمريكي، ولد في 1930 في مقاطعة جونسون في الولايات المتحدة، وتوفي في 2 أكتوبر 1937 في إنديانابوليس في الولايات المتحدة.